# Crispina Correia
 Crispina Inès Andrade Correia (sinh ngày 5 tháng 11 năm 1975) là một cựu cầu thủ bóng rổ của Cabo Verde.